# Golfpokal 2010

Offizielles Logo der 20. Ausspielung

Der 20. Golfpokal fand vom 22. November bis zum 5. Dezember 2010 in der jemenitischen Hafenstadt Aden statt. Sieger des Fußballturniers wurde Kuwait durch einen 1:0-Finalsieg gegen Saudi-Arabien. Für Kuwait war es der zehnte Titelgewinn im Wettbewerb.

## Ausrichter
Der Jemen nimmt seit 2003 am Golfpokal teil. Es ist das einzige Teilnehmerland, welches kein Anrainerstaat des persischen Golfes ist. Im Januar 2007 wurde das Land zum Gastgeber der 20. Auflage des Turniers bestimmt. Das Turnierbudget betrug 300 Millionen US-Dollar.
Im Vorfeld der Veranstaltung gab es Bedenken um die Ausrichtung des Turniers im Jemen, Hauptkritikpunkt war die instabile Sicherheitslage des Landes, das in letzter Zeit häufig Ziel von Anschlägen wurde. Drei Tage nach der Auslosung der Gruppenphase rief eine separatistische Gruppe im Süden des Landes die Golfstaaten dazu auf, das Turnier zu boykottieren. Am 23. Oktober 2010 konnten jemenitische Sicherheitskräfte einen Bombenschlag in Aden vereiteln. Die jemenitische Regierung erklärte ihrerseits, dass sie 30.000 Soldaten zum Schutz der Veranstaltung bereitstellen werde.

## Teilnehmer
An der Endrunde nahmen folgende acht Mannschaften teil:
| - Bahrain - Irak - Katar - Kuwait | - Oman (als Titelverteidiger) - Saudi-Arabien - V.A.E. - Jemen (als Gastgeber) |

## Modus
Die acht Mannschaften wurden in zwei Gruppen mit jeweils vier Mannschaften eingeteilt. Die beiden Gruppenersten und -zweiten qualifizierten sich für die nächste Runde. Anschließend wurde im K.-o.-System gespielt.

## Auslosung
Die Auslosung fand am 22. August 2010 statt.
| Topf A        | Topf B | Topf C | Topf D |
| ------------- | ------ | ------ | ------ |
| Saudi-Arabien | Kuwait | Katar  | Jemen  |
| Bahrain       | V.A.E. | Irak   | Oman   |

## Spielergebnisse

### Gruppe A
| Pl. | Land          | Sp. | S | U | N | Tore    | Diff. | Punkte |
| --- | ------------- | --- | - | - | - | ------- | ----- | ------ |
| 1.  | Kuwait        | 3   | 2 | 1 | 0 | 004:000 | +4    | 07     |
| 2.  | Saudi-Arabien | 3   | 1 | 2 | 0 | 005:100 | +4    | 05     |
| 3.  | Katar         | 3   | 1 | 1 | 1 | 003:300 | ±0    | 04     |
| 4.  | Jemen         | 3   | 0 | 1 | 2 | 001:900 | −8    | 01     |

|                   |   |               |           |
| 22. November 2010 |   |               |           |
| Jemen             | – | Saudi-Arabien | 0:4 (0:1) |
| Kuwait            | – | Katar         | 1:0 (1:0) |
| 25. November 2010 |   |               |           |
| Katar             | – | Jemen         | 2:1 (1:1) |
| Saudi-Arabien     | – | Kuwait        | 0:0       |
| 28. November 2010 |   |               |           |
| Jemen             | – | Kuwait        | 0:3 (0:2) |
| Katar             | – | Saudi-Arabien | 1:1 (0:0) |

### Gruppe B
| Pl. | Land    | Sp. | S | U | N | Tore    | Diff. | Punkte |
| --- | ------- | --- | - | - | - | ------- | ----- | ------ |
| 1.  | V.A.E.  | 3   | 1 | 2 | 0 | 003:100 | +2    | 05     |
| 2.  | Irak    | 3   | 1 | 2 | 0 | 003:200 | +1    | 05     |
| 3.  | Oman    | 3   | 0 | 3 | 0 | 001:100 | ±0    | 03     |
| 4.  | Bahrain | 3   | 0 | 1 | 2 | 004:700 | −3    | 01     |

|                    |   |                    |           |
| 23. November 2010  |   |                    |           |
| Oman               | – | Bahrain            | 1:1 (1:0) |
| Irak               | – | Ver. Arab. Emirate | 0:0       |
| 26. November 2010  |   |                    |           |
| Ver. Arab. Emirate | – | Oman               | 0:0       |
| Bahrain            | – | Irak               | 2:3 (1:1) |
| 29. November 2010  |   |                    |           |
| Oman               | – | Irak               | 0:0       |
| Ver. Arab. Emirate | – | Bahrain            | 3:1 (2:1) |

### Halbfinale
|                          |   |               |                      |
| 2. Dezember 2010 in Aden |   |               |                      |
| Kuwait                   | – | Irak          | 2:2 n. V., 5:4 i. E. |
| Ver. Arab. Emirate       | – | Saudi-Arabien | 0:1 (0:0)            |

- Schiedsrichter:  Hamdy Raaban Shaaban und  Kenji Ogiya

### Finale
|                          |   |               |           |
| 5. Dezember 2010 in Aden |   |               |           |
| Kuwait                   | – | Saudi-Arabien | 1:0 n. V. |

- Schiedsrichter:  Abdullah al-Harrasi

## Torschützenliste
| Platz | Spieler              | Nationalmannschaft | Tore |
| ----- | -------------------- | ------------------ | ---- |
| 1     | Alaa Abdul-Zahra     | Irak               | 3    |
|       | Bader al-Mutawa      | Kuwait             | 3    |
| 3     | Jaralla al-Marri     | Katar              | 2    |
|       | Hawar Mulla Mohammed | Irak               | 2    |
| 5     | Ibrahim al-Ghanim    | Katar              | 1    |
|       | Jarah al-Ateeqii     | Kuwait             | 1    |
|       | Faouzi Aaish         | Bahrain            | 1    |
|       | Amad al-Hosni        | Oman               | 1    |
|       | Ahmad Abbas          | Saudi-Arabien      | 1    |
|       | Akram al-Worafi      | Jemen              | 1    |